# Świadek (serial telewizyjny)
Eyewitness – amerykański serial telewizyjny emitowany od 16 października 2016 do 18 grudnia 2016 przez USA Network. Jest adaptacją norweskiego serialu Naoczny świadek (Øyevitne), wyemitowanego na kanale NRK w 2015 roku. 2 marca 2017 roku stacja USA Network ogłosiła anulowanie serialu po jednej serii.
W Polsce serial został udostępniony 15 lutego 2017 w całości na platformie internetowej VOD Showmax. 

## Fabuła
Serial opowiada o dwóch chłopcach, Lukasie Waldenbecku i Philipie Shea, którzy są świadkami strzelaniny na przedmieściach swojego miasteczka. Od tej pory ich życie się zmienia: obawiają się, że zabójca ich odnajdzie. Jednocześnie decydują się nikomu nie mówić o zagrożeniu.

## Obsada

### Główna
- Julianne Nicholson jako szeryf Helen Torrance[3]
- Tyler Young jako Philip Shea
- James Paxton jako Lukas Waldenbeck[4]
- Gil Bellows jako Gabe Caldwell[4]
- Warren Christie jako Ryan Kane[5]

### Role drugoplanowe
- Matt Murray jako Tony Michaels[4]
- Tattiawna Jones jako Kamilah Davis, agent FBI[4]

## Odcinki
| Seria | Seria | Odcinki | Oryginalna emisja    | Oryginalna emisja | Oryginalna emisja | Oryginalna emisja | Oryginalna emisja |
| Seria | Seria | Odcinki | Premiera serii       | Finał serii       | Premiera serii    | Finał serii       |                   |
| ----- | ----- | ------- | -------------------- | ----------------- | ----------------- | ----------------- | ----------------- |
|       | 1     | 10      | 16 października 2016 | 18 grudnia 2016   | 15 lutego 2017    | 15 lutego 2017    |                   |

### Sezon 1 (2016)
| #  | Tytuł                            | Reżyseria           | Scenariusz                    | Premiera USA Network | Premiera       |
| -- | -------------------------------- | ------------------- | ----------------------------- | -------------------- | -------------- |
| 1  | Buffalo '07                      | Catherine Hardwicke | Adi Hasak                     | 16 października 2016 | 15 lutego 2017 |
| 2  | Bless the Beast and the Children | Catherine Hardwicke | Adi Hasak                     | 23 października 2016 | 15 lutego 2017 |
| 3  | Bella, Bella, Bella              | Scott Peters        | Adi Hasak, Angel Dean Lopez   | 30 października 2016 | 15 lutego 2017 |
| 4  | Crème Brulée                     | Scott Peters        | Adi Hasak,x Samir Mehta       | 6 listopada 2016     | 15 lutego 2017 |
| 5  | The Lilies                       | Kelly Makin         | Angel Dean Lopez, Samir Mehta | 13 listopada 2016    | 15 lutego 2017 |
| 6  | The Yellow Couch                 | Kelly Makin         | Samir Mehta                   | 20 listopada 2016    | 15 lutego 2017 |
| 7  | They Lied                        | Robert Lieberman    | Angel Dean Lopez              | 27 listopada 2016    | 15 lutego 2017 |
| 8  | The Larsons' Dog                 | Rob Lieberman       | Adi Hasak, Samir Mehta        | 4 grudnia 2016       | 15 lutego 2017 |
| 9  | Savior Unknown                   | Scott Peters        | Adi Hasak, Jennifer Coté      | 11 grudnia 2016      | 15 lutego 2017 |
| 10 | Mother's Day                     | Scott Peters        | Adi Hasak, Jennifer Coté      | 18 grudnia 2016      | 15 lutego 2017 |

## Produkcja
22 stycznia 2016 roku stacja USA Network zamówiła oficjalnie pierwszą serię. 27 lutego 2016 roku ogłoszono, że główną rolę w serialu zagra Julianne Nicholson.
W kolejnym miesiącu James Paxton, Gil Bellows, Tattiawna Jones i Matt Murray dołączyli do obsady.
6 kwietnia 2016 roku ogłoszono, że Warren Christie zagra w Eyewitness.